# Razumovskijtoppen
Razumovskijtoppen är ett berg i Antarktis. Det ligger i Östantarktis. Norge gör anspråk på området. Toppen på Razumovskijtoppen är 2 285 meter över havet, eller 652 meter över den omgivande terrängen. Bredden vid basen är 6,4 km.
Terrängen runt Razumovskijtoppen är huvudsakligen kuperad, men åt nordost är den platt. Trakten är obefolkad. Det finns inga samhällen i närheten.